# Jezus (jodendom)
Jezus wordt in het jodendom gezien als een historisch persoon, een goed mens, een inspirerend leraar en een charismatisch leider. Jezus wordt in het jodendom echter niet gezien als de messias, een profeet of een "Zoon van God" die is opgestaan uit de dood en de zonden van de mensen heeft weggenomen, zoals in het christendom.

## Historische Jezus
De historische Jezus past in een reeks van historische personen die door henzelf of door anderen als de verwachte joodse messias werden gezien, maar geen politieke omwenteling of bevrijding tot stand brachten, 'valse messiassen' dus.
Recent zien sommige joden hem als een joods leraar. Jezus werd niet door de joodse leiders, maar door de Romeinse overheersers van Palestina gekruisigd als opstandeling of tenminste als leider van een messianistische beweging, die ze gevaarlijk achtten.

## Geen messias
In de joodse eschatologie wordt de komst van de messias voorafgegaan door historische gebeurtenissen, zoals de terugkeer van de Joden naar hun oorspronkelijke land en de herbouw van de Derde Tempel. De messias zal over de gehele aarde heersen en een tijdperk van vrede brengen, waarin het kwaad niet meer voorkomt, want "de kennis van de Heer vervult de aarde" (Jesaja 11:9, zie ook Jesaja 2:4). Jezus' geschiedenis strookt niet met deze voorspellingen, zodat hij niet de joodse messias kan zijn.

## Kijk op de Jezus in het christendom
Voor sommige joden is de naam van Jezus gekoppeld aan de herinnering aan pogroms en kruistochten, beschuldigingen van het vermoorden van God en eeuwen van christelijk antisemitisme. 
De aanbidding van een mens is in het jodendom verboden als afgoderij, omdat de joodse theologie monotheïstisch is (Deuteronomium 6:4), waarmee een geloof in de goddelijkheid van Jezus onverenigbaar is. In de joodse visie is de kruisdood van Jezus een mensenoffer, en dat is verboden (Deuteronomium 12:30-31).